# (876) Scott
Pour les articles homonymes, voir Scott.
(876) Scott est un astéroïde de la ceinture principale, découvert le 20 juin 1917 par l'astronome autrichien Johann Palisa à Vienne.
Il est nommé en hommage à une madame E. Scott qui apporta son aide et son soutien aux membres des universités autrichiennes après la Première Guerre mondiale. 